# Un coin tranquille
Pour plus de détails, voir Fiche technique et Distribution.
Un coin tranquille (A Safe Place) est un film américain réalisé par Henry Jaglom, sorti en 1971.

## Fiche technique
- Titre français : Un coin tranquille
- Titre original : A Safe Place
- Réalisation : Henry Jaglom
- Scénario : Henry Jaglom
- Photographie : Richard C. Kratina
- Musique : Jim Gitter
- Production : Bert Schneider
- Pays d'origine : États-Unis
- Format : Couleurs - 1,85:1 - Mono
- Genre : drame
- Date de sortie : 1971

## Distribution
- Tuesday Weld : Susan / Noah
- Orson Welles : Le Magicien
- Jack Nicholson : Mitch
- Phil Proctor : Fred
- Gwen Welles : Bari
- Dov Lawrence : Larry